# Check-in

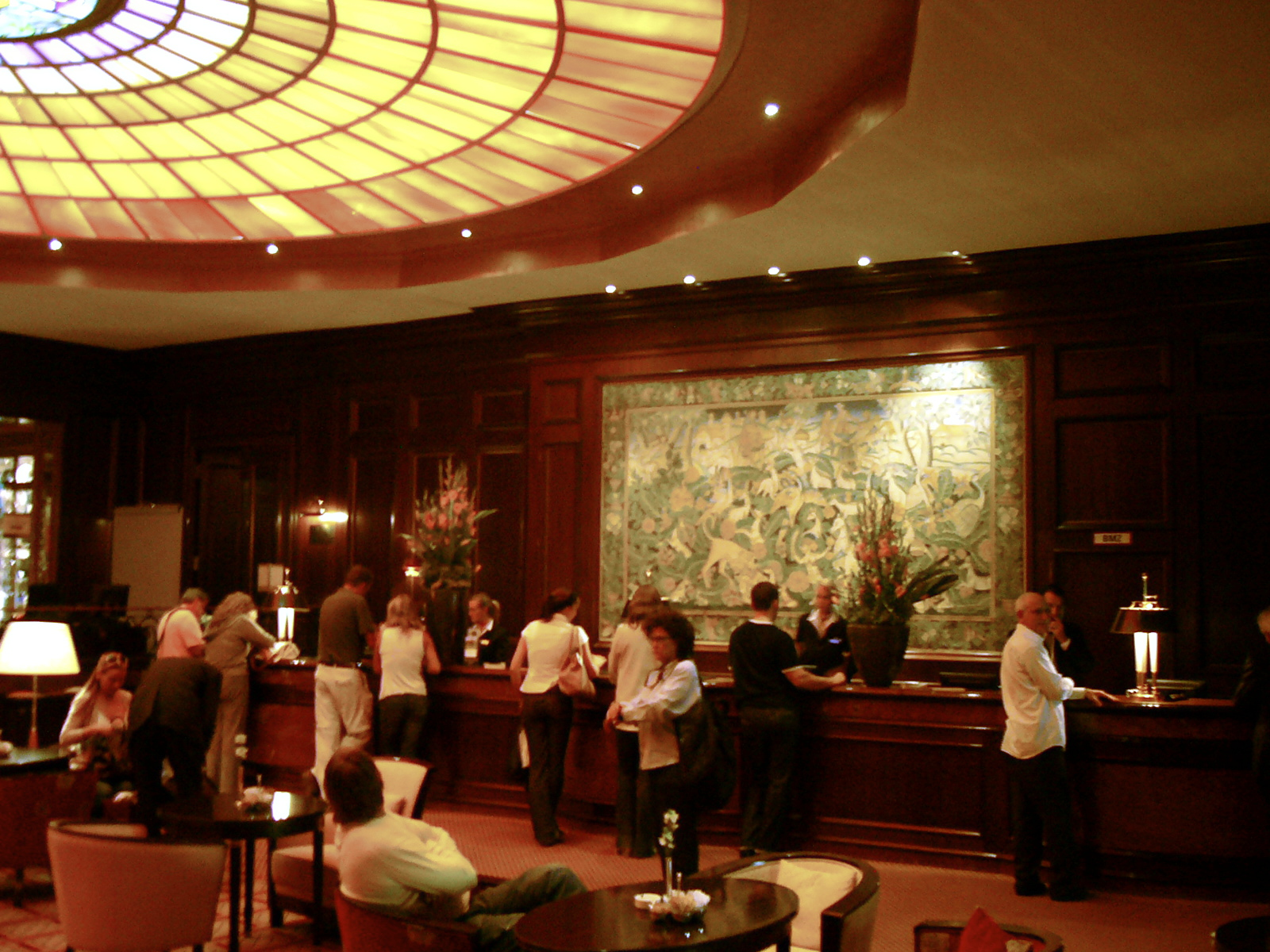
Check-in d'un hotel

El Check-in és el procés principal de facturació en què es demanen les dades del client i s'assigna a un producte. És un terme anglès utilitzat per a la facturació als hotels, aeroports i altres sectors, principalment turístics.
El procés finalitza amb el check-out, en què es realitzarà el pagament al servei o producte que s'hagi estat utilitzant.

## Aeroports
Als aeroports, el Check-in el duen a terme normalment les companyies aeeres o, sinó, agents d'assistència a terra d'avions contractats per l'aerolínia. El passatger deixa en mans de l'encarregat l'equipatge que no pot portar a sobre i rep una targeta d'embarcament per poder ingressar al vol.
El Check-in és sovint el primer procediment requerit a un passatger quan arriba a l'aeroport perquè les regulacions de les companyies aèries per una sortida puntual requereixen que sigui efectuat amb antelació abans de l'enlairament. Durant aquest procés el passatger pot sol·licitar requisits espacials com la preferència d'ubicació del seient, informació del vol o del destí, fer canvis de reserves, pagar per rebre millores disponibles, etc.
Tot i això, la principal funció del Check-in és rebre l'equipatge per situar-lo al compartiment de càrrega de l'avió.
Els procediments pel Check-in varien d'areolínia en aerolínia, algunes imposen certes restriccions que altres no fan, i a vegades una mateixa aerolínia pot tenir diferents procediments segons l'aeroport per raons de seguretat o altres factors. Aquestes diferències no acostumen a ser notades pel passatger algunes vegades porten a la interrupció del servei quan una companyia aèria refusa acceptar el procediment que una altra portaria a terme sense problemes.

## Hotels
Als hotels, el Check-in té com a objectiu obtenir la clau de l'habitació i proveir les garanties per cobrir les possibles despeses com el servei d'habitacions durant l'estada.